# Temple de Parshvanatha
Le temple de Parshvanatha - (sa): पार्श्वनाथ मन्दिर - ou Pārśvanātha Mandir, est un temple Jaïn du Xe siècle situé à Khajuraho dans l'état du Madhya Pradesh en Inde. 
Il est maintenant dédié à Parshvanatha, bien qu'il ait été probablement construit comme un sanctuaire Rishabhanatha pendant la période Chandela. Malgré l'affiliation jaïn du temple, ses murs extérieurs présentent des thèmes vishnouiste. L'entrée du temple a une inscription avec un carré magique parfait.
L'édifice fait partie des 3 temples jaïns du groupe de 6, situé à l'Est du site du patrimoine mondial de l'UNESCO au titre de l'Ensemble monumental de Khajuraho.

## Histoire
Le temple est censé avoir été construit par une éminente famille jaïn entre 950 et 970, pendant le règne du roi Chandela Dhanga. Une inscription de 954 (1011 selon le calendrier hindou Vikram Samvat) sur la porte gauche du temple fait foi de cadeaux et de dotations de jardins par un certain Pahila. Les jardins sont d'ailleurs nommés Pahila-vatika, Chandra-vatika, Laghuchandra-vatika, Shankara-vatika, Panchaitala-vatika, Amra-vatika et Dhanga-vadi. L'inscription décrit ce Pahila comme un dévot de Jinanatha et affirme qu'il a été tenu en grande estime par le roi Dhanga.
La première idole consacrée dans le temple semble avoir été celle de Adinatha. Lorsque l'archéologue britannique Alexander Cunningham a visité le temple en 1852, il a trouvé le sanctuaire principal du temple désert. 
Il a décrit le temple comme «temple Jinanatha» et a écrit qu'il avait été réparé par un banquier jaïn en 1847. En 1860, une statue de Parshvanatha a été installée dans le sanctuaire principal. Une statue d'Adinatha a été placée dans un sanctuaire secondaire à l'arrière du temple.
Le temple a été classifié « Monument d'Importance nationale » par l'ASI.

## Description
Le temple de Parshvanatha est le plus grand parmi les temples Jaïn de Khajurâho.
Il a un porche d'entrée, une petite salle, une grande salle ou mandapa, un antarala et un sanctuaire. L'architecture du temple est de plan oblong avec des extensions aux deux extrémités. L'extension orientale forme le portique d'entrée, l'extension occidentale est un autel relié au sanctuaire.
Le plafond du porche présente des motifs de chaîne et de fleurs et une paire de vidyadharas. Le linteau du mandapa porte une représentation d’Adinatha: un Chakreshvari classiquement monté sur un Garuda. Le sanctuaire comporte des sculptures d'Arihant.

Intérieur du temple avec les divinités Jaïn
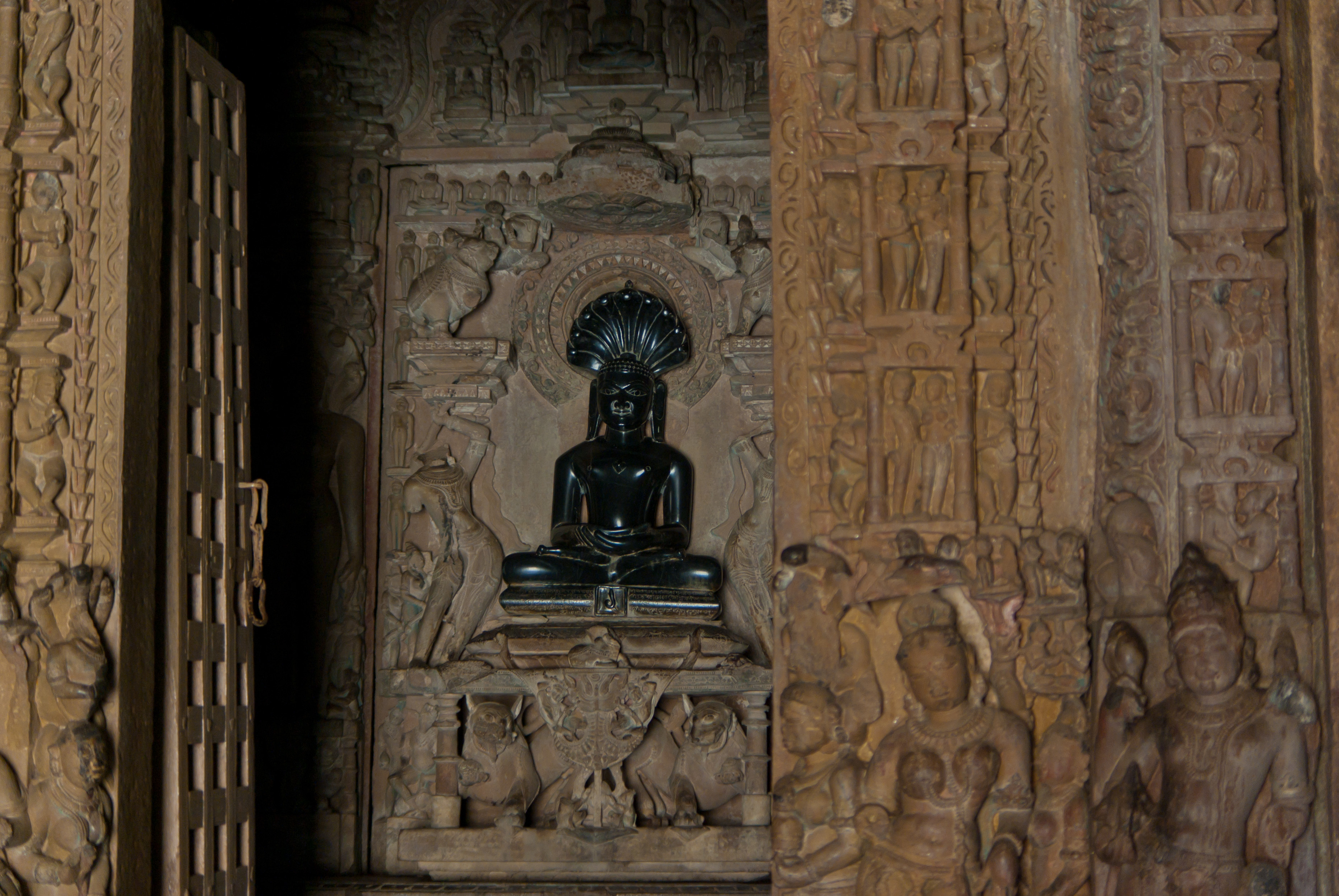
Détail intérieur.
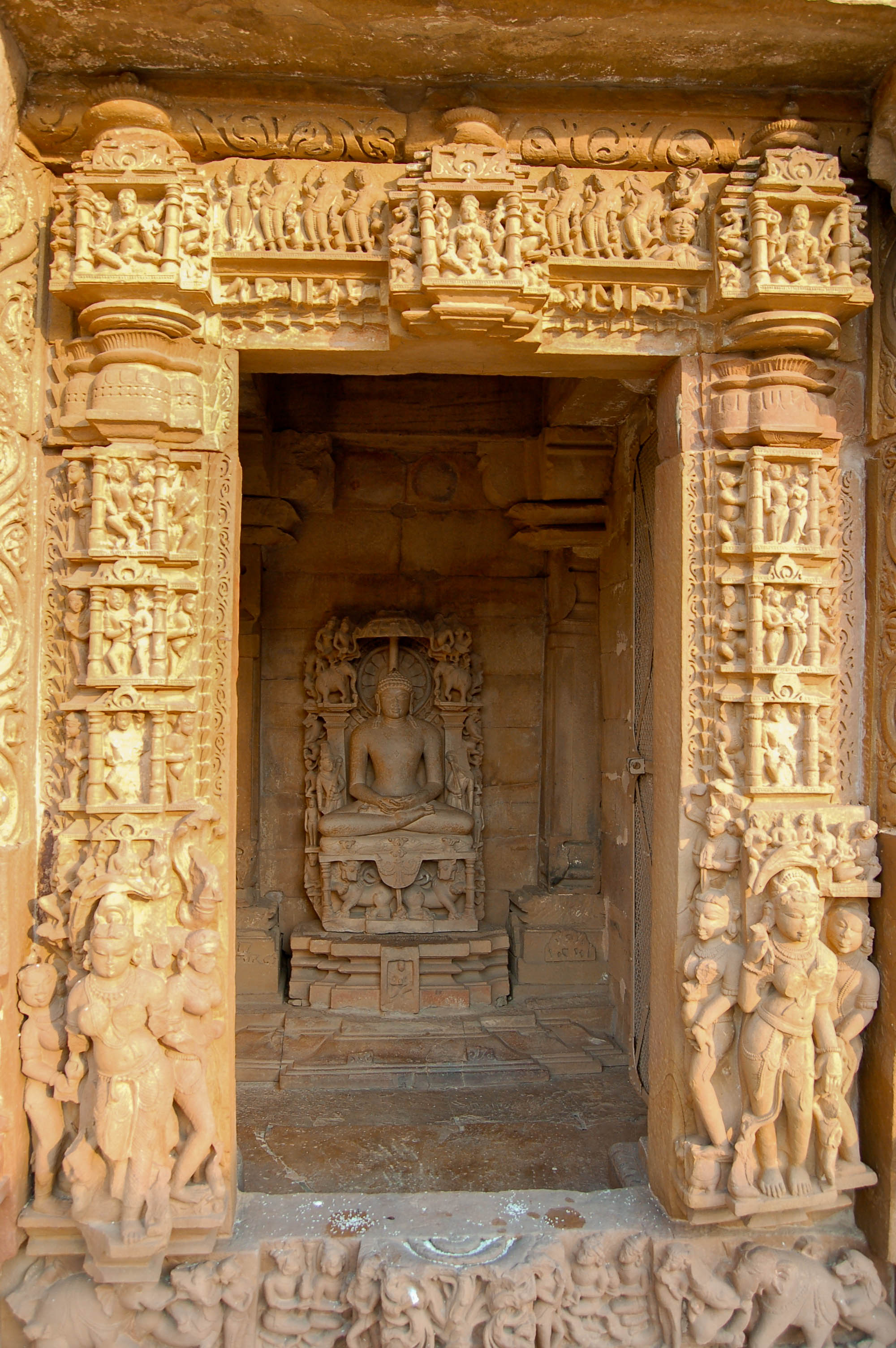
Porche d'entrée.

Les parois extérieures du temple ont trois bandeaux de sculptures avec des beautés célestes surasundaris, des couples volants, des danseurs, des musiciens et d'autres êtres célestes. 
Malgré l'affiliation jaïn du temple, les murs extérieurs présentent également des thèmes Vishnouites incluant des sculptures de divers dieux hindous, leurs incarnations et leurs avatars. Ont y voit Vishnou - Lakshmi, Rāma - Sītā, Balarâma, Parashurama, Hanumān, Brahmā et Krishna. 

Trois bandes de sculpture sur le mur extérieur
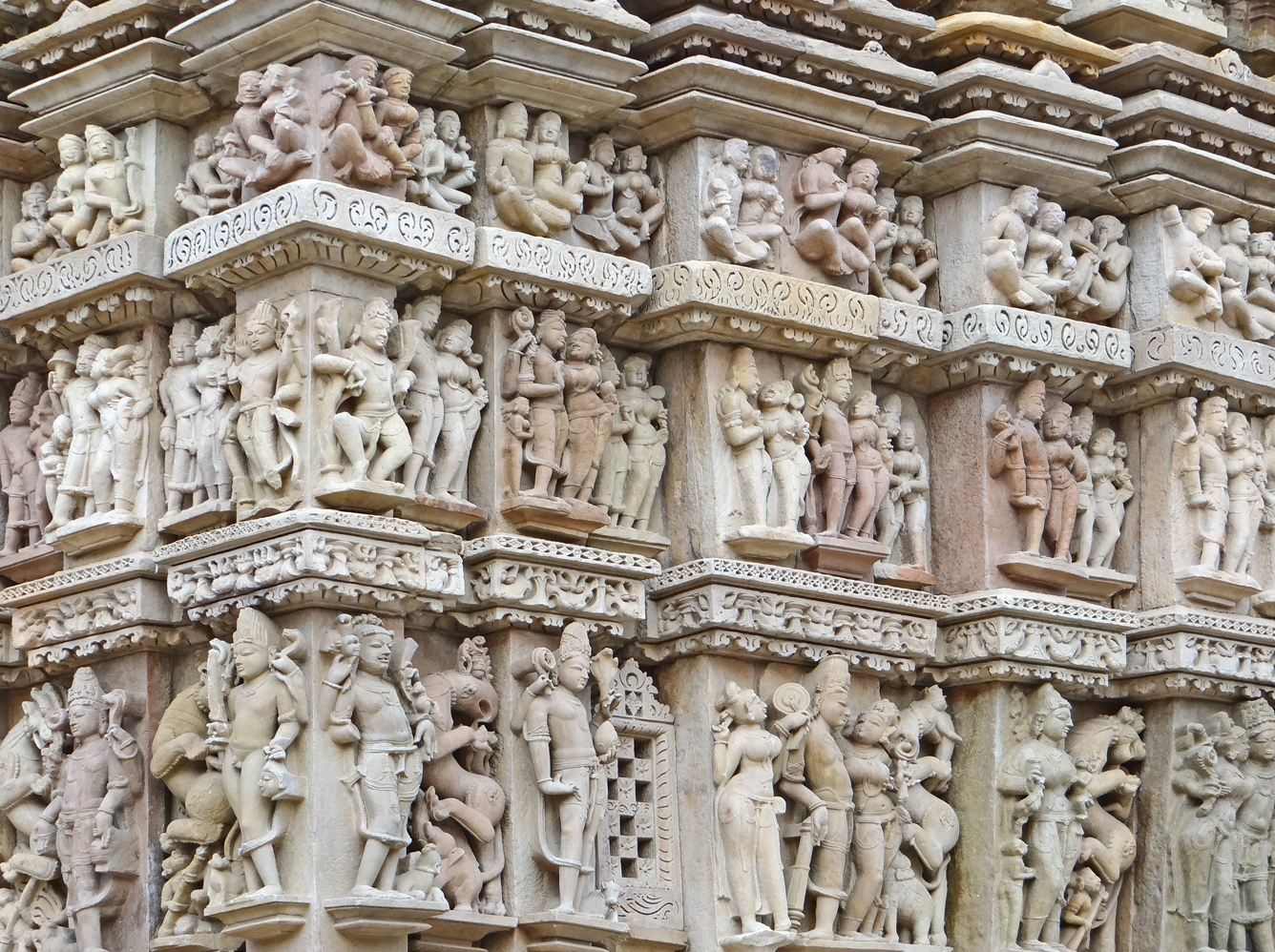
Bandeaux sculptés de la façade.
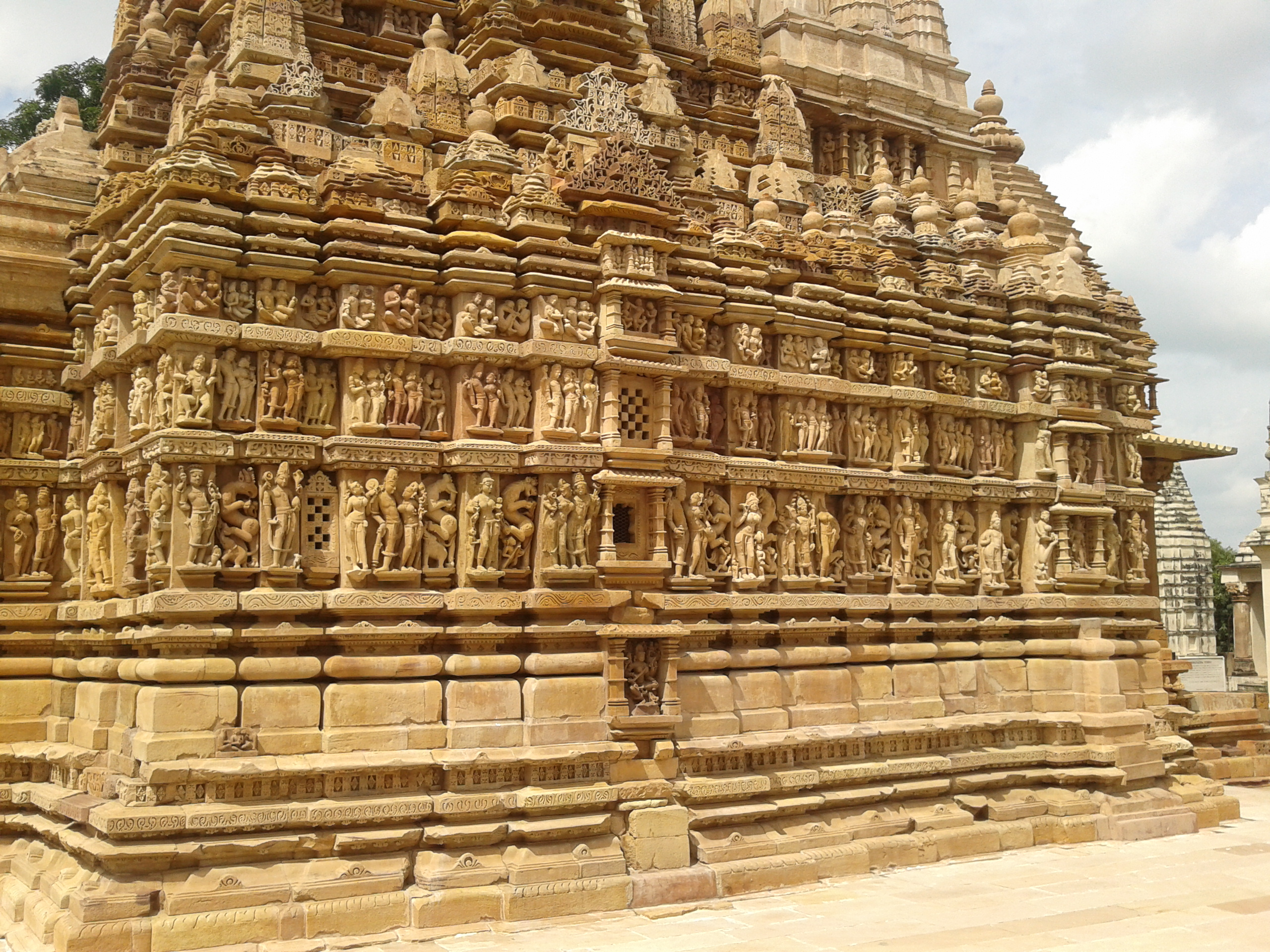
Côté du temple.
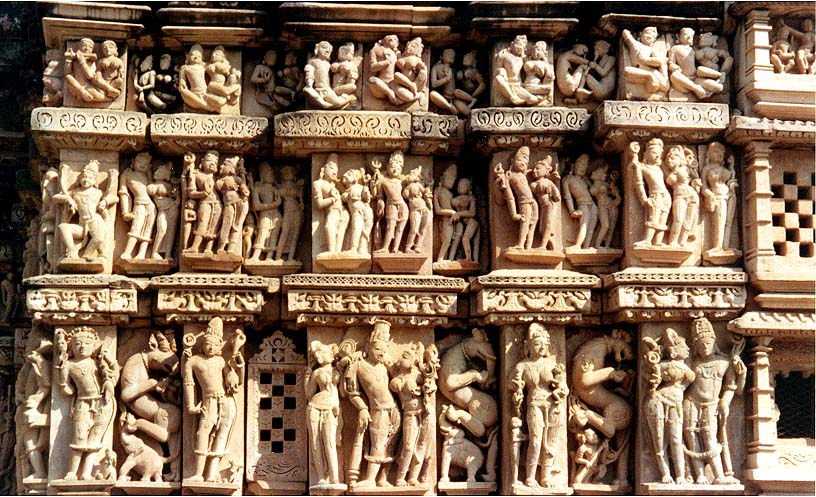
Détail des bandeaux.

Ces sculptures sont semblables à celles du Temple de Lakshmana dans la conception, les proportions et le maintien des corps. 
Contrairement au temple de Lakshmana, le temple de Parshvanatha ne comporte pas de sculptures érotiques explicites, bien qu'une image particulière semble montrer une apsara se  masturbant avec un objet. 

Gros plan des sculptures extérieures
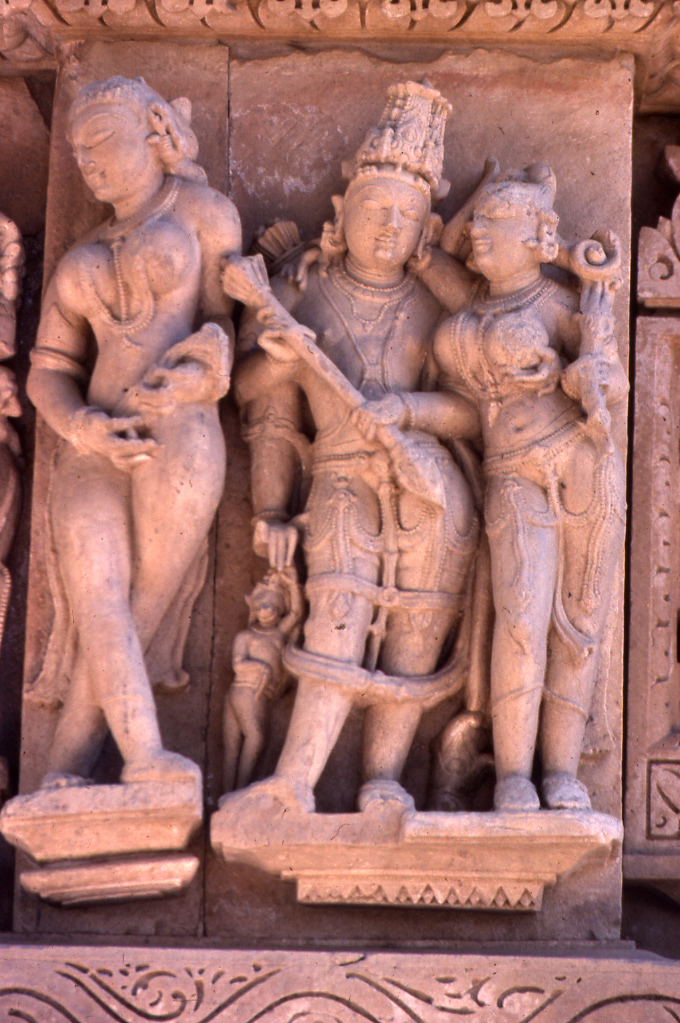
Apsara jambes croisées et Vishnou-Lakshmi.
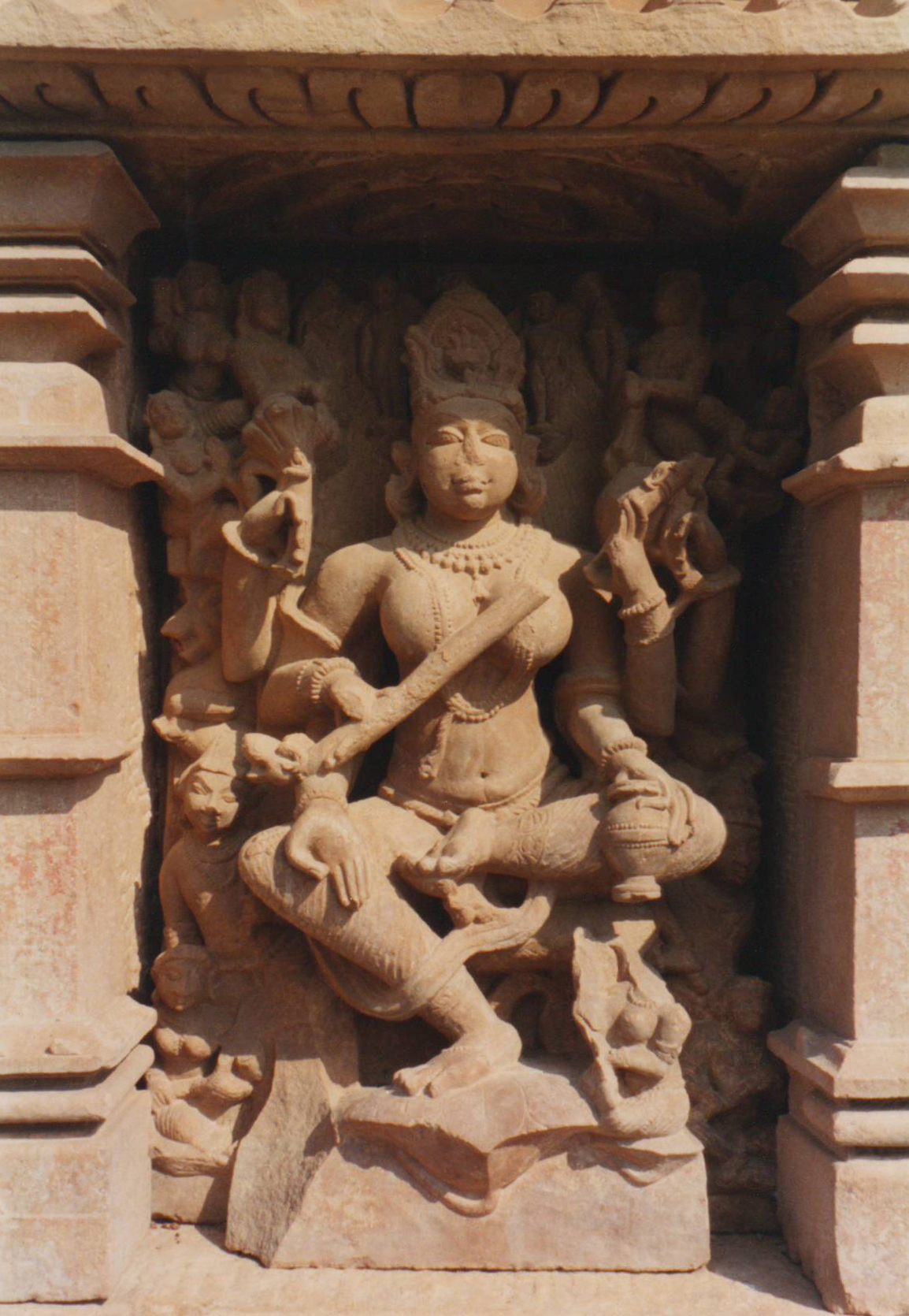
Divinité.
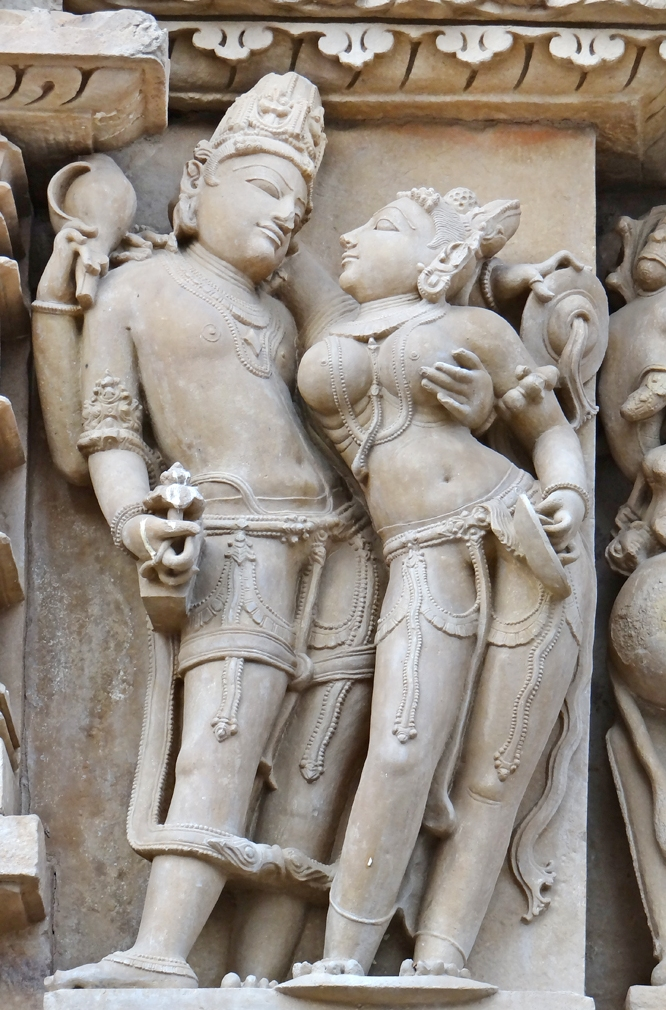
Couple.
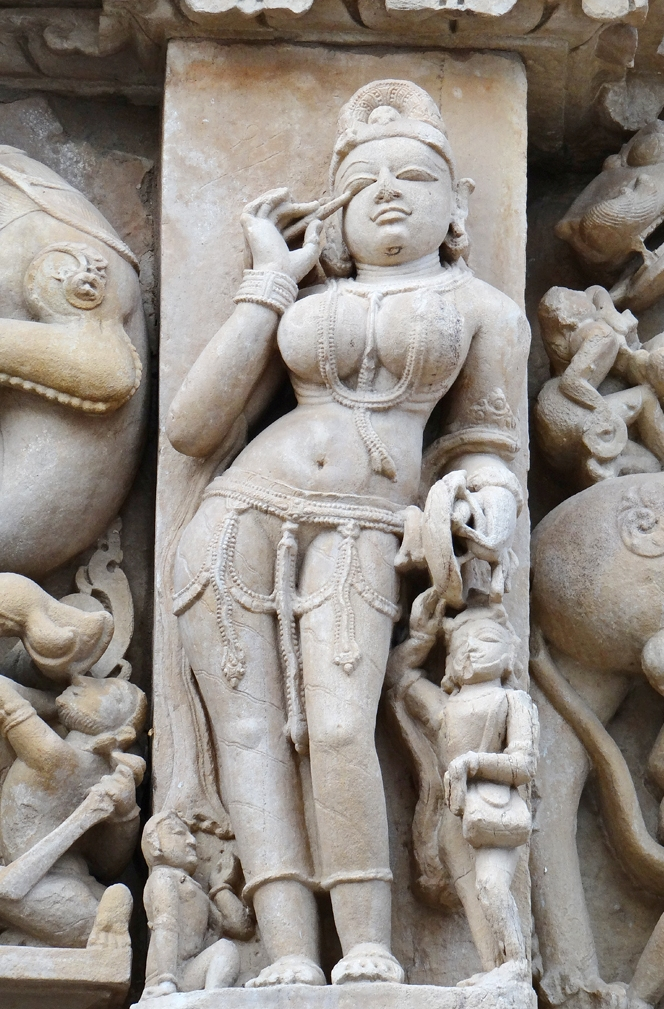
Surasundari se maquillant.
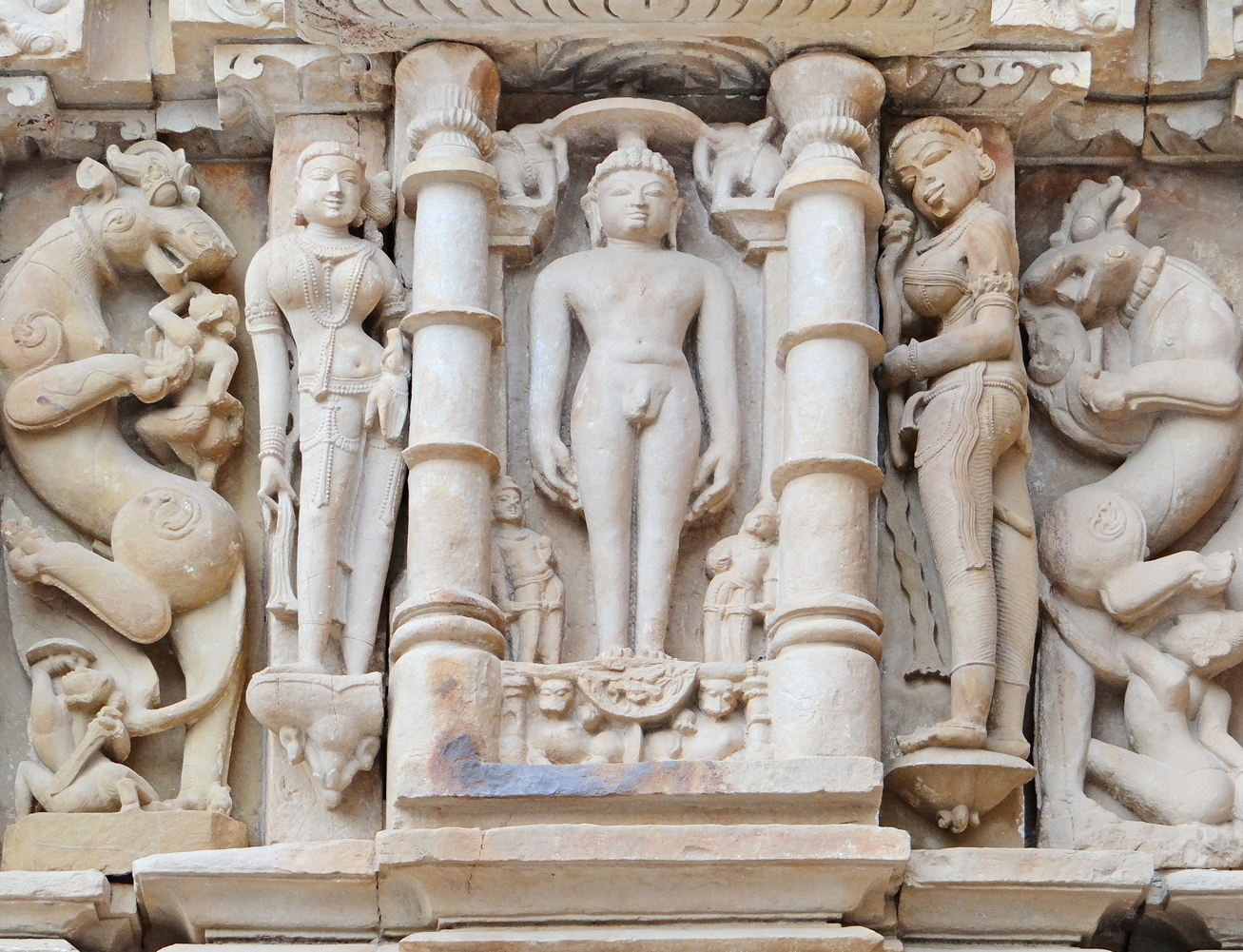
Tirthankara flanqué de surasundaris et de vyalas.
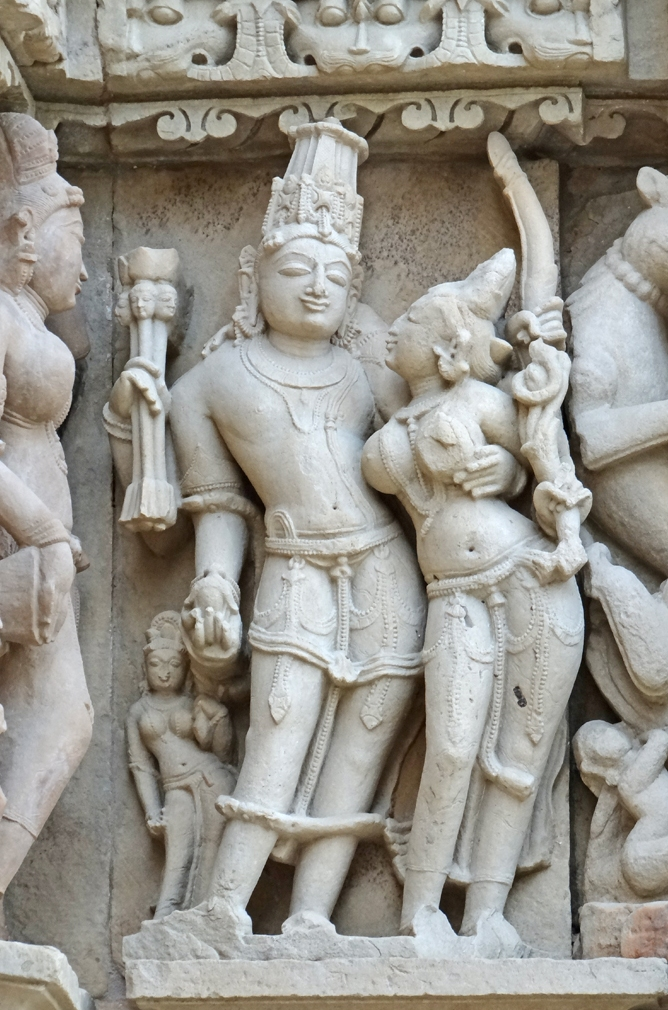
Kama et Rati.

## Carré magique

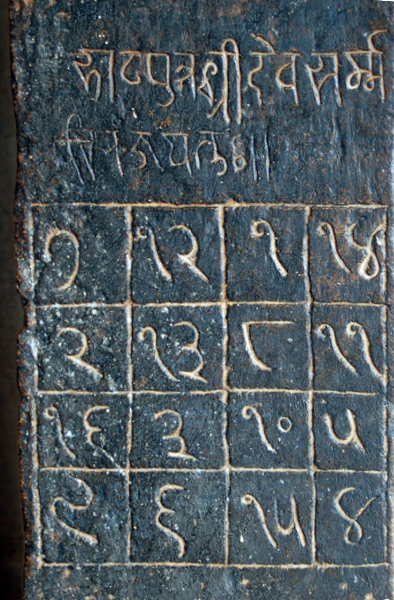
L'inscription contenant le carré magique 4 × 4

Un carré magique, appelé la "place de Jaina", est gravé sur le temple. C'est l'un des plus anciens à 4 fois 4 cases, ainsi que l'un des plus anciens connus.
Ce carré magique contient tous les nombres de 1 à 16. La somme des nombres dans chaque rangée horizontale, chaque colonne verticale et les deux diagonales est égale à 34.
| 7  | 12 | 1  | 14 |
| 2  | 13 | 8  | 11 |
| 16 | 3  | 10 | 5  |
| 9  | 6  | 15 | 4  |

| 7  | 12 | 1  | 14 |
| 2  | 13 | 8  | 11 |
| 16 | 3  | 10 | 5  |
| 9  | 6  | 15 | 4  |

| 7  | 12 | 1  | 14 |
| 2  | 13 | 8  | 11 |
| 16 | 3  | 10 | 5  |
| 9  | 6  | 15 | 4  |

| 7  | 12 | 1  | 14 |
| 2  | 13 | 8  | 11 |
| 16 | 3  | 10 | 5  |
| 9  | 6  | 15 | 4  |

La somme des nombres dans les petits carrés 2x2 aux quatre coins, ainsi que ceux dans le carré 2x2 central est également de 34.
| 7  | 12 | 1  | 14 |
| 2  | 13 | 8  | 11 |
| 16 | 3  | 10 | 5  |
| 9  | 6  | 15 | 4  |

| 7  | 12 | 1  | 14 |
| 2  | 13 | 8  | 11 |
| 16 | 3  | 10 | 5  |
| 9  | 6  | 15 | 4  |

| 7  | 12 | 1  | 14 |
| 2  | 13 | 8  | 11 |
| 16 | 3  | 10 | 5  |
| 9  | 6  | 15 | 4  |

Le carré magique est aussi dit « d'ordre 5 - semi-diabolique » car la somme de 34 se retrouve sur toutes les diagonales brisées allant de gauche à droite. Par exemple, 7 + (6 + 10 + 11) = 34.
| 7  | 12 | 1  | 14 |
| 2  | 13 | 8  | 11 |
| 16 | 3  | 10 | 5  |
| 9  | 6  | 15 | 4  |

| 7  | 12 | 1  | 14 |
| 2  | 13 | 8  | 11 |
| 16 | 3  | 10 | 5  |
| 9  | 6  | 15 | 4  |

| 7  | 12 | 1  | 14 |
| 2  | 13 | 8  | 11 |
| 16 | 3  | 10 | 5  |
| 9  | 6  | 15 | 4  |

| 7  | 12 | 1  | 14 |
| 2  | 13 | 8  | 11 |
| 16 | 3  | 10 | 5  |
| 9  | 6  | 15 | 4  |